# Cuvier-Schnabelwal
Der Cuvier-Schnabelwal (Ziphius cavirostris) ist die am weitesten verbreitete Art der Schnabelwale. Seinen deutschen Namen trägt er nach dem Naturforscher Georges Cuvier, der das zuvor unbekannte Tier 1823 beschrieb. Mit einer Tauchtiefe von 3000 m und einer Tauchzeit von fast 4 Stunden sind sie die Rekordhalter im Tief- und Langtauchen unter allen Säugetieren – noch vor dem Südlichen See-Elefanten.

## Merkmale

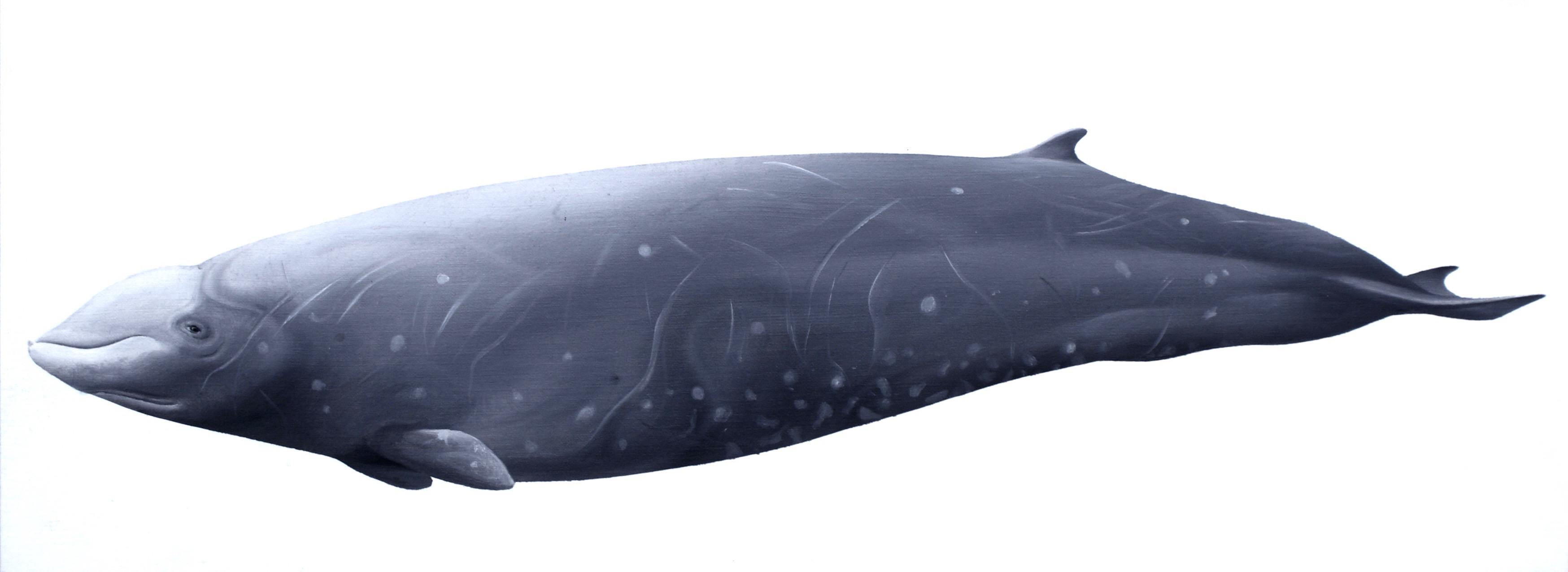
Bild des Cuvier-Schnabelwals (Öl auf Papier)

Der Schnabel dieses Wals ist kürzer als bei anderen Schnabelwalen und ähnelt tatsächlich dem Schnabel einer Gans. Das Tier wird etwa 7 m lang und drei Tonnen schwer. Die Farbe ist bei jedem Individuum ein anderer Grau- oder Braunton; auch cremeweiße oder schwarze Cuvier-Schnabelwale kommen vor. Es gibt nur zwei funktionsfähige Zähne im Unterkiefer, alle anderen Zähne des Ober- und Unterkiefers sind verkümmert. Diese zwei Zähne sind beim Männchen wesentlich größer und stärker entwickelt als beim Weibchen.

## Verbreitung

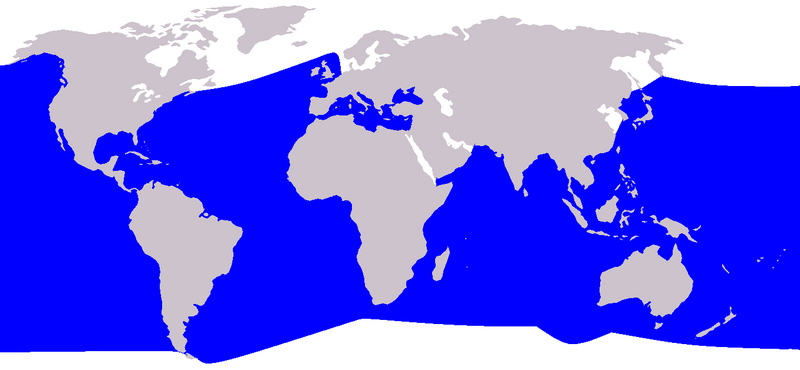
Verbreitung des Cuvier-Schnabelwals

Cuvier-Schnabelwale leben in allen drei Ozeanen. Sie bewohnen tropische, subtropische und gemäßigte Breiten und wurden selbst in subpolaren Gewässern gesehen.

## Lebensweise
Wie alle Schnabelwale tauchen sie lange und tief und ernähren sich vorwiegend von Tintenfischen. Mit einer maximalen Tauchtiefe von etwa 3000 m und einer Tauchzeit von 3 Stunden und 42 Minuten vor der Küste North Carolinas halten sie den Rekord für die gemessene Tauchtiefe und Tauchlänge unter allen Säugetieren. Eine Analyse von mehr als 1000 Tieftauchgängen vor der Küste Südkaliforniens ergaben eine durchschnittliche Tauchtiefe von 1400 m. Ermöglicht werden diese Tauchgänge durch einen besonders hohen Gehalt des Sauerstoff transportierenden Proteins Myoglobin in den Muskelzellen. Die wissenschaftliche Auswertung der Tauchgänge von sieben Cuvier-Schnabelwalen im Ligurischen Meer zeigte, dass Tiefen von 1900 Metern erreicht wurden. Durchschnittlich dauerte jeder Tauchgang eine Stunde.

## Bedrohung und Schutz
Für den kommerziellen Walfang war der Cuvier-Schnabelwal nie von Interesse. Japanische Fischer fangen ihn gelegentlich und bringen sein Fleisch auf die örtlichen Fischmärkte, aber in keiner nennenswerten Anzahl.